# Lobactis
Genre
Lobactis est un genre de coraux durs de la famille des Fungiidae.

## Liste d'espèces
Selon World Register of Marine Species (5 juillet 2015) et ITIS (5 juillet 2015), le genre Lobactis comprend l'espèce suivante :
- Lobactis scutaria Lamarck, 1801